# Фокача
Фокача (итал. focaccia, изговор: ; лигурски ) је равни италијански хљеб печен у пећи, силом прављења и текстуром сличан пици. У неким мјестима се назива бела пица (итал. pizza bianca). Фокача се може послужити као прилог или као сендвич хљеб.

## Етимологија
У старом Риму panis focacius био је равни хљеб који се пекао на огњишту. Ријеч је изведена из латинског focus што значи „огњиште, мјесто за печење“. Неки сматрају да основни рецепт потиче од Етрураца, али данас је широко повезан са лигурском кухињом.
Изван Лигурије, реч се обично односи на ђеновске варијанте. 
Прва употреба ријечи фокача појављује се 1300 године.
Фокача се понекад сматра неком врстом пице, иако се оставља да нарасте након што се спљошти, док се пица пече одмах.

## Регионалне варијанте
Фокача има безброј варијација дуж обале Лигурије, од тврде фокаче у кексу, до кукурузног брашна, масне, мекане Волтри верзије. Неке мало подсјећају на ђеновску верзију.
Изузетан пример је focaccia col formaggio, „фокача са сиром“,која се прави у Рецу, у близини Ђенове. Ова верзија има сир страчино угуран између два слоја тијеста танког као папир.
Остале верзије имају површину прекривену сосом или шунком. Постоје и слатке верзије са кремом, воћем и кремом од гиандуиа.

## Ђеновски сомун
Ђеновски сомун,обиљежен рупама величине прста, на површини (ombrisalli -кишобран, на ђеновском дијалекту)посипа се маслиновим уљем, крупном сољу, а понекад и водом.
У Ђенови се фокача једе ујутру за доручак или током дана. Често се умаче у млијеко или капућино за доручак и једе се топло и мокро.

## Друге варијанте
У сјеверозападној Италији популарна је варијанта  focaccia dolce „слатка фокача“, која се лагано посипа шећером, а може садржати грожђице или мед. У сјевероисточној Италији focaccia veneta „венецијанска фокаћча“ типична је за Ускрс: заснива се на јајима, шећеру и маслацу.
У Јужном Тиролу и аустријском селу Кримл, Osterfochaz је традиционални ускршњи поклон кумова својим кумићима. Направљен је нешто тањи у средини тако да се тамо могу ставити обојена јаја.

## Фокача са рузмарином
Фокача са рузмарином је преливена рузмарином. Може се служити као антипасто, стони хљеб или ужина. Могу се користити цијели или исјечени свјежи листови рузмарина, као и сушени рузмарин. Може се украсити гранчицама свјежег рузмарина након печења и посути сољу. Фокача са рузмарином, прављена од кромпира,у Њујорку се често назива „пица са кромпиром“. 
Иако је рузмарин најчешће биље које се користи за ароматизацију фокаће, користи се још и жалфија.
Фокача са рузмарином може имати влажну текстуру, а тачан рецепт се разликује. Може бити слано или слатко. Типично је печен, мада је понекад и пржен. Може се додати бијели лук или босиљак. Служи се понекад уз кришке пршута. Може се користити у припреми сендвича.